# Råbyhed

Råbyhed är en dubbelsidig rastplats på E20 i ett skogsområde 15 km väster om Eskilstuna. Rastplatsen utsågs 2009 till Södermanlands bästa rastplats av Motormännens Riksförbund.